# Internazionali d'Italia 1966
Gli Internazionali d'Italia 1966 sono stati un torneo di tennis giocato sulla terra rossa. È stata la 23ª edizione degli Internazionali d'Italia. Sia il torneo maschile sia quello femminile si sono giocati al Foro Italico di Roma in Italia. 

## Campioni

### Singolare maschile
Tony Roche ha battuto in finale  Nicola Pietrangeli 11-9, 6-2, 6-1

### Singolare femminile
Ann Haydon-Jones  ha battuto in finale  Annette Van Zyl 8-6, 6-1

### Doppio maschile
Roy Emerson /  Fred Stolle  hanno battuto in finale   Nicola Pietrangeli /  Cliff Drysdale  6-4, 12-10, 6-3

### Doppio femminile
Norma Baylon /  Annette Van Zyl  hanno battuto in finale  Ann Haydon-Jones /  Elizabeth Starkie  6-3, 1-6, 6-2

### Doppio misto
Non disputato